# فرودگاه آقتوبه
فرودگاه آقتوبه (به انگلیسی: Aktobe Airport) یک فرودگاه همگانی با کد یاتا AKX است که یک باند فرود بتن دارد و طول باند آن ۳۰۹۷ متر است. این فرودگاه در شهر آقتوبه، قزاقستان کشور قزاقستان قرار دارد و در ارتفاع ۲۲۵ متری از سطح دریا واقع شده‌است.

## شرکت‌های هواپیمایی و مقصدهای پروازی

### مسافری
| شرکت‌های هواپیمایی | مقصدهای پروازی                        |
| ----------------- | ------------------------------------- |
| آئروفلوت          | شرمتیوو                               |
| ایر آستانه        | آلماتی، آستانه                        |
| بک ایر            | آلماتی، آستانه                        |
| قزاق ایر          | چیمکند، آتیرائو                       |
| کرندون ایرلاینز   | فصلی: آنتالیا                         |
| یورو-ایژیا ایر    | فصلی: آنتالیا                         |
| Invest Avia       | فصلی: آنتالیا                         |
| انور ایر          | فصلی: آنتالیا                         |
| RusLine           | دوموده‌دوو                             |
| اسکات ایرلاینز    | آقتائو، آستانه، دوموده‌دوو فصلی: شارجه |
| SkyBus            | چارتر فصلی: باتومی                    |

### باری
| شرکت‌های هواپیمایی | مقصدهای پروازی                |
| ----------------- | ----------------------------- |
| سیلک وی ایرلاینز  | آقتائو، آتیرائو، اورال آک ژول |